# 루이조제프 고티에 드 라 베랑드리

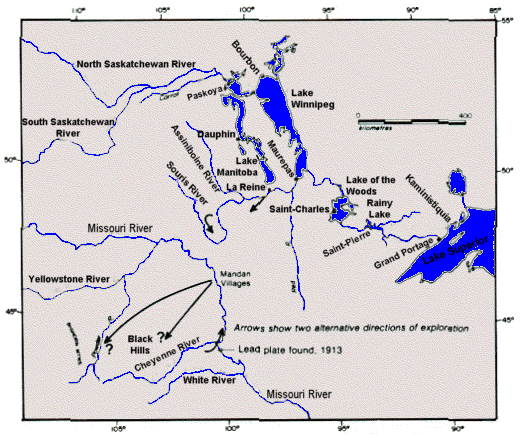

루이조제프 고티에 드 라 베랑드리(Louis-Joseph Gaultier de La Vérendrye, 1717년 11월 9일 ~ 1761년 11월 15일)는 프랑스계 캐나다 모피상인이자 탐험가이다. 그와 그의 세 형제, 그리고 그 아버지 피에르 드 베랑드리는 오대호 일대 탐험에 큰 공헌을 했다. 루이조제프 드 베랑드리는 그레이트플레인스 북부를 횡단해 와이오밍에 도달함으로써 로키산맥을 본 최초의 유럽인이 되었다.
루이조제프 드 베랑드리는 퀘벡에서 태어났다. 1735년부터 가업인 모피 장사에 투신해 아버지와 함께 우즈호 방면으로 나갔다. 1736년에 모르파 요새의 재건을 돕고 1738년에는 라 라헨느 요새 축성을 도왔다. 베랑드리 부자는 라 라헨느 요새에서 출발해 미주리 강을 따라 여행하여 만단족 인디언들과 만났다.
1739년에서 1740년 사이에는 라 라헨느 요새 북쪽으로 가서 위니펙호, 매니토바호, 위니페고시스호, 서스캐처원강을 탐험하고 오늘날의 더파스읍 자리까지 도달했다.